# Glory by Honor VIII
Glory By Honor VIII : The Final Countdown est un spectacle de catch produit par la Ring of Honor (ROH), qui était disponible uniquement en ligne. Cet évènement se déroula le 26 septembre 2009 au Manhattan Center à New York. C'était le 8e Glory By Honor de l'histoire de la ROH. Le match principal de la soirée est un match simple entre Bryan Danielson et Nigel McGuinness, qui quittent tous les deux la fédération pour rejoindre respectivement la WWE et la TNA.

## Contexte
Les spectacles de la Ring of Honor en paiement à la séance sont constitués de matchs aux résultats prédéterminés par les scénaristes de la ROH. Ces rencontres sont justifiées par des storylines - une rivalité avec un catcheur, la plupart du temps - ou par des qualifications survenues au cours de shows précédant l'évènement. Tous les catcheurs possèdent un gimmick, c'est-à-dire qu'ils incarnent un personnage face (gentil) ou heel (méchant), qui évolue au fil des rencontres. Un pay-per-view comme Glory by Honor est donc un événement tournant pour les différentes storylines en cours.

### Bryan Danielson contre Nigel McGuinness
Bryan Danielson devait affronter Austin Aries pour le titre mondial de la ROH. Toutefois, Danielson annonce son départ pour la WWE. De son côté, Nigel McGuinness annonce également son départ de la fédération, pour rejoindre la TNA. Les deux hommes, qui ont connu de nombreuses rivalités entre eux au cours de leur carrière pour le titre mondial et le titre pure de la ROH, montent sur un ring de la ROH une dernière fois pour s'affronter et faire leurs adieux.

## Résultats
| #                                                                | Matchs, | Stipulation                                                          | Durée |
| ---------------------------------------------------------------- | --- | -------------------------------------------------------------------- | ----- |
| 1                                                                | Colt Cabana bat Rhett Titus                                                                                    | Match simple                                                         | 6:24  |
| 2                                                                | The Dark City Fight Club (en) (Jon Davis (en) et Kory Chavis (en)) battent Up In Smoke (en) (Cheech et Cloudy) | Match par équipe                                                     | 9:43  |
| 3                                                                | Claudio Castagnoli bat Kenny Omega                                                                             | Match simple                                                         | 9:36  |
| 4                                                                | Roderick Strong bat Sonjay Dutt, Grizzly Redwood et Jon Davis (en)                                             | Four Corner Survival match                                           | 11:53 |
| 5                                                                | The American Wolves (Eddie Edwards et Davey Richards) (c) battent Kevin Steen et El Generico                   | Ladder War II Tag Team match pour le ROH World Tag Team Championship | 25:05 |
| 6                                                                | Chris Hero bat Eddie Kingston                                                                                  | Match simple                                                         | 16:09 |
| 7                                                                | Austin Aries (c) bat Petey Williams par décompte à l'extérieur                                                 | Match simple pour le ROH World Championship                          | 19:52 |
| 8                                                                | The Young Bucks (Nick Jackson et Matt Jackson) battent The Briscoe Brothers (Jay Briscoe et Mark Briscoe)      | Match par équipe                                                     | 17:04 |
| 9                                                                | Bryan Danielson bat Nigel McGuinness                                                                           | Farewell match                                                       | 28:25 |
| (c) désigne le(s) champion(s) défendant son titre dans le match. | |                                                                      |       |